# Nevita
Flávio Nevita (em latim: Flavius Nevitta) foi um oficial romano do século IV, de provável origem germânica, que esteve ativo durante o reinado dos imperadores Constâncio II (r. 337–361) e Juliano, o Apóstata (r. 361–363). É notório por ter tomado parte na marcha em direção a Constantinopla realizada pelo exército de Juliano em 361 e participado na Comissão da Calcedônia do mesmo ano, bem como por ter se tornado cônsul posterior em 362 e ter participado na campanha de Juliano contra o Império Sassânida de 363.

## Vida

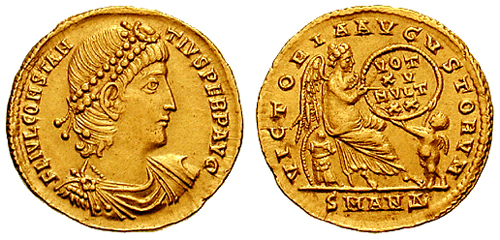
Soldo de r.

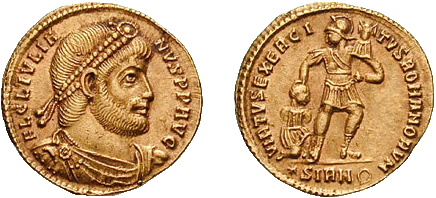
Soldo de r.

Nevita aparece pela primeira vez nas fontes em 358, quando, servindo como prepósito da cavalaria, esteve na Récia na ocasião da expedição de Barbácio contra os jutungos. Em 361, foi nomeado pelo imperador Juliano, o Apóstata (r. 361–363) como mestre da cavalaria em substituição de Gomoário. Nesse mesmo ano, quando Juliano realizou uma marcha com seu exército em direção a Constantinopla, Nevita comandou a porção que moveu-se através da Récia. Ao chegar em Sirmio, recebeu ordens de Juliano para que ocupasse o passo de Suci (atual Ihtiman, na Bulgária), na Ilíria.
Nevita participou no Tribunal da Calcedônia conveniada por Juliano no final de 361. Em 362, foi nomeado cônsul posterior ao lado de Cláudio Mamertino e participou na campanha de Juliano contra o Império Sassânida de 363, onde liderou a ala direita do exército romano. Segundo Amiano Marcelino, quando os romanos viram-se diante do reduto persa de Maiozamalca, Nevita e Dagalaifo foram responsáveis pela construção dum túnel sob os muros que lhes permitisse tomar a cidade.
Nevita também teria se envolvido no debates que se seguiram à morte de Juliano para decidir seu sucessor. Na ocasião, liderou ao lado de Dagalaifo a facção pró-gaulesa dos oficiais, que pretendia nomear um imperador entre os seus, e, portanto, opôs-se a Arinteu e Vítor, antigos oficiais de Constâncio que gostariam de fazer o mesmo com um dos seus. Não é mencionado depois disso e talvez tenha sido demitido por Joviano (r. 363–364) ou Valentiniano I (r. 364–375).